# 白川村立白川小学校下田冬季分校
白川村立白川小学校下田冬季分校 （しらかわそんりつ　しらかわしょうがっこう　しもだとうきぶんこう）は、かつて岐阜県大野郡白川村に存在した公立小学校の冬季分校。

## 概要
- 白川小学校の冬季分校であり、12月から翌年3月に設置され、当該する児童がいない場合は休校としていた。学制改革（1947年）から廃校までで、設置された年度は、1948・1949・1951～1954・1959～1964・1970～1972・1975年である。
- 白川中学校下田冬季分校を併設していた。学制改革（1947年）以降で設置された年度は、1947～1960・1962～1965・1967・1968・1970～1972・1975・1977年である。
- 分校があった白川村飯島字下田は飯島地区の北東の庄川沿いの集落であり、道路事情が悪いことから設置されたという。跡地は白川村の施設（旧建築部材保管庫）となっている。

## 沿革
- 1928年（昭和3年） - 白川尋常高等小学校下田冬季分教場として開校。
- 1941年（昭和16年）4月1日 - 白川国民学校下田冬季分教場に改称する。
- 1947年（昭和22年）4月1日 - 白川村立白川小中学校下田冬季分校に改称する。
- 1969年（昭和44年） - 白川小中学校が併設を解消し、白川小学校と白川中学校に分立する。下田冬季分教場は白川小学校下田冬季分教場と白川中学校下田冬季分教場を併設することとなる。
- 1977年（昭和52年） - 廃校。